# لایوش کولتائی
لایوش کولتائی (مجاری: Lajos Koltai؛ زادهٔ ۲ آوریل ۱۹۴۶) فیلم‌بردار و کارگردان اهل مجارستان است. وی همکاری نزدیکی با دو کارگردان نامدار سینما، جوزپه تورناتوره و ایشتوان سابو داشته‌است.
کولتائی برندهٔ جایزه کشوت و بابت تصویربرداری فیلم مالنا هم نامزد دریافت جایزه اسکار شده است. در سال ۱۹۹۵ در نوزدهمین جشنواره بین‌المللی فیلم مسکو، او به خاطر کارش در فیلم ماریو و جادوگر، جایزه ویژه نقره سنت جورج را برای مدیر فیلمبرداری دریافت کرد. او فیلم زملوایس محصول ۲۰۲۳ را کارگردانی کرد، فیلمی زندگینامه‌ای دربارهٔ زندگی پزشک قرن نوزدهم، ایگناتس زملوایس، که مجارستان آن را برای نامزدی در بخش فیلم بلند بین‌المللی در جوایز اسکار ۲۰۲۵ انتخاب کرد.

## گزیدهٔ فیلم‌شناسی

### فیلم‌برداری
- جولیا بودن (۲۰۰۴)
- باشگاه امپراتور (۲۰۰۲)
- جانبداری (۲۰۰۱)
- مالنا (۲۰۰۰)
- نور خورشید (۱۹۹۹)
- افسانه ۱۹۰۰ (۱۹۹۸)
- بیرون از دریا (۱۹۹۷)
- خانه‌ای برای تعطیلات (۱۹۹۵)
- انگیزه عدالت (۱۹۹۵)
- وقتی که مردی زنی را دوست دارد (۱۹۹۴)
- کشتی با ارنست همینگوی (۱۹۹۳)
- چشم‌وگوش‌بسته (۱۹۹۳)
- بزهکاران (۱۹۹۱)
- قصر سفید (۱۹۹۰)
- هانوسن (۱۹۸۸)
- سرهنگ ردل (۱۹۸۵)
- پرنسس (۱۹۸۳)
- مفیستو (۱۹۸۱)

### کارگردانی
- سملویس (۲۰۲۳)
- غروب (۲۰۰۷)